# Upsilon Ceti
Upsilon Ceti è una stella gigante arancione di magnitudine 4,01 situata nella costellazione della Balena. Dista 301 anni luce dal sistema solare.

## Osservazione
Si tratta di una stella situata nell'emisfero celeste australe; grazie alla sua posizione non fortemente australe, può essere osservata dalla gran parte delle regioni della Terra, sebbene gli osservatori dell'emisfero sud siano più avvantaggiati. Nei pressi dell'Antartide appare circumpolare, mentre resta sempre invisibile solo in prossimità del circolo polare artico. Essendo di magnitudine 4, la si può osservare anche dai piccoli centri urbani senza difficoltà, sebbene un cielo non eccessivamente inquinato sia maggiormente indicato per la sua individuazione.
Il periodo migliore per la sua osservazione nel cielo serale ricade nei mesi compresi fra settembre e febbraio; da entrambi gli emisferi il periodo di visibilità rimane indicativamente lo stesso, grazie alla posizione della stella non lontana dall'equatore celeste.

## Caratteristiche fisiche
La stella è una gigante arancione; inizialmente classificata di tipo spettrale M0III è ora a tutti gli effetti considerata una gigante arancione di classe K7III. Con una temperatura superficiale di circa 3900 K la stella emette gran parte della propria radiazione nell'infrarosso, e considerando anche questa lunghezza d'onda, risulta essere 525 volte più luminosa del Sole. Massa ed età sono difficili da stimare, con gran margine la massa potrebbe essere 1,7 volte quella solare e l'età stimata in 1900 milioni di anni.
possiede una magnitudine assoluta di -0,81 e la sua velocità radiale positiva indica che la stella si sta allontanando dal sistema solare.